# Cruzeiro do Oeste
Cruzeiro do Oeste, amtlich portugiesisch Município de Cruzeiro do Oeste, ist ein brasilianisches Munizip im Bundesstaat Paraná. Es hat 23.831 Einwohner (2022), die sich Cruzeirenser nennen. Seine Fläche beträgt 776 km². Es liegt 450 Meter über dem Meeresspiegel. Sie ist zweitgrößte Gemeinde der Metropolregion Umuarama.

## Etymologie
Die bestbelegte Version stammt von Antonio Amado Noivo. Demnach entstand der Name der Gemeinde um 1946 beim Anlegen der Estrada Boiadera (Viehtriebstraße). Kapitän Renato de Mello, der in der Nähe des heutigen Hotel Presidente kampierte, bat einen seiner Picadeiros, nach Wasser zu suchen. Er fand sie in einem Bach in der Nähe des heutigen Forums. Zur Kennzeichnung des Ortes wurde dort ein Schild angebracht, das von weitem wie ein Kreuz aussah. Hier fand er auch die Schneise der Estrada Boiadeira, die den Rückweg zum Lager ermöglichte. Dieses Kreuz wurde zu einem Bezugspunkt für die Viehtreiber, die sich an diesem Cruzeiro genannten Ort trafen. Oft benutzt festigte sich die Bezeichnung Cruzeiro. Später begann man, die Stadt zur Unterscheidung von anderen Orten gleichen Namens Cruzeiro do Oeste zu nennen, da sie im äußersten Westen des Bundesstaates liegt.
Nach der Version erster Einwohner wurde der Name dagegen durch die Kreuzung der Estrada Boiadeira und der Trasse der Eisenbahn inspiriert. Eine dritte Version stammt vom Sohn des Erbauers der Estrada Boiadera. An der Stelle des heutigen Ortes sei ein Grabkreuz gestanden, weil dort ein Picadeiro der Straßenbaugesellschaft begraben wurde.

## Geschichte
Die Gründer von Cruzeiro do Oeste kamen 1947. Es waren Messias Francelino de Medeiros als Förster des Departamento do Oeste und eine Reihe anderer. Sie ließen sich in der Region nieder und begannen mit Landwirtschaft, Handel und Gewerbe.
Cruzeiro do Oeste wurde durch das Staatsgesetz Nr. 253 vom 26. November 1954 in den Rang eines Munizips erhoben und am 14. November 1955 als Munizip installiert.
Durch das Staatsgesetz Nr. 4245 vom 25. Juli 1960 wurden die bisherigen Distrikte Alto Piriqui, Iporã, Maria Helena, Tuneiras do Oeste, Umuarama und Xambrê ausgegliedert und zu selbständigen Munizipien. Die Gemeinde Cruzeiro do Oeste verlor dadurch erheblich an Bevölkerung und Gemeindefläche.

## Geografie

### Fläche und Lage
Cruzeiro do Oeste liegt auf dem Terceiro Planalto Paranaense (der Dritten oder Guarapuava-Hochebene von Paraná) auf 23° 47′ 06″ südlicher Breite und 53° 47′ 06″ westlicher Länge. Es hat eine Fläche von 776 km². Es liegt auf einer Höhe von 450 Metern.

### Geologie und Böden
Es handelt sich um ein Gebiet, das aus basischem Eruptivgestein mit mesozoischen Sedimenten, dem Caiuá-Sandstein (Arenito Caiuá), entstanden ist und von Osten nach Westen abfällt. Bis zur Besiedlung war es mit tropischem Urwald bedeckt.

### Vegetation
Das Biom von Cruzeiro do Oeste ist Mata Atlântica.

### Klima
In Cruzeiro do Oeste herrscht tropisches Klima. Die meiste Zeit im Jahr ist mit erheblichem Niederschlag zu rechnen. Selbst im trockensten Monat fällt eine Menge Regen. Die Klimaklassifikation nach Köppen und Geiger lautet Af. Es herrscht im Jahresdurchschnitt eine Temperatur von 22,5 °C. Innerhalb eines Jahres gibt es 1712 mm Niederschlag.

### Gewässer
Der südlich der Estrada Boiadera gelegene, größte Teil des Munizips wird nach Süden zum Rio Goioerê entwässert, einem Nebenfluss des Piquiri. Größere Bäche sind der Rio da Anta, der Córrego Pinhalzinho Segundo, der Córrego Água Fria und der Córrego  Guaraní.
Nach Norden fließt der Ribeirão do Capricórnio entlang der nordöstlichen Grenze des Munizips zum Ribeirão Tapiraquí, einem linken Zufluss des Ivaí.

### Straßen
Durch Cruzeiro do Oeste verläuft die Estrada Boiadera (BR-487) von Icaraíma am Paraná nach Ipiranga nahe Ponta Grossa. Cruzeiro do Oeste ist über die PR-323 mit Cianorte und Maringa im Osten und Umuarama und Guaíra im Westen verbunden.

### Nachbarmunizipien
| Maria Helena | Nova Olímpia                                | Tapejara          |
| Umuarama     | Kompassrose, die auf Nachbargemeinden zeigt |                   |
|              | Mariluz und Moreira Sales                   | Tuneiras do Oeste |

## Stadtverwaltung
Bürgermeisterin: Maria Helena Bertoco Rodrigues, Democratas (2021–2024)
Vizebürgermeister: Osvaldo Farinazzo, PSD (2021–2024)

## Demografie

### Bevölkerungsentwicklung
| Jahr | Einwohner | Stadt | Land |
| ---- | --------- | ----- | ---- |
| 1960 | 135.816   | 15 %  | 85 % |
| 1970 | 37.663    | 35 %  | 65 % |
| 1980 | 27.279    | 56 %  | 44 % |
| 1991 | 23.660    | 71 %  | 29 % |
| 2000 | 20.222    | 79 %  | 21 % |
| 2010 | 20.416    | 87 %  | 13 % |
| 2021 | 23.831    |       |      |

Quelle: IBGE (2011) und Volkszählung 2022

### Ethnische Zusammensetzung
| Gruppe *    | 1991    | 2000    | 2010    | |
| ----------- | ------- | ------- | ------- | --- |
| Weiße       | 62,1 %  | 61,0 %  | 54,6 %  | wer sich als "weiß" erklärt                                                                                     |
| Schwarze    | 4,6 %   | 2,6 %   | 4,6 %   | wer sich als "schwarz" erklärt                                                                                  |
| Gelbe       | 0,9 %   | 2,0 %   | 0,7 %   | Personen fernöstlicher Herkunft wie japanisch, chinesisch, koreanisch etc.                                      |
| Braune      | 31,9 %  | 34,1 %  | 40,0 %  | wer sich als "braun" erklärt oder wer sich mit einer Mischung von zwei oder mehr der fünf Gruppen identifiziert |
| Indigene    | 0,0 %   | 0,1 %   | 0,0 %   | wer sich als Ureinwohner oder Indio erklärt                                                                     |
| ohne Angabe | 0,5 %   | 0,2 %   | 0,0 %   | |
| Gesamt      | 100,0 % | 100,0 % | 100,0 % | |

*) Das IBGE verwendet für Volkszählungen seit 1991 ausschließlich diese fünf Gruppen. Die Gruppenzugehörigkeit wird bei der Befragung vom Einwohner selbst festgelegt. Das IBGE verzichtet bewusst auf Erläuterungen.
Quelle: IBGE (Stand: 1991, 2000 und 2010)

## Paläontologische Fundstätte
In der Stadt gibt es eine paläontologische Fundstätte. Sie wurde in den 1970er Jahren entdeckt. Es wurden mindestens neun Flugsaurier, darunter zwei ausgewachsene, gefunden. Pterosaurier waren fliegende Tiere, die immer in Küstenregionen lebten. In Brasilien wurden sie erstmals im Nordosten gefunden. Wissenschaftler fragen sich, wie diese Fossilien in eine Region gelangt sind, in der es definitiv kein Meer gab. Gesichert ist jedoch, dass mehrere bereits gefundene Merkmale die Funde von Cruzeiro do Oeste in die Familie der Tapejaridae einordnen, brasilianische Flugsaurier aus der Chapada do Araripe an der Grenze zwischen Ceará, Pernambuco und Piauí, die durch ihre großen Kämme weltweit bekannt wurden.
Im Jahr 2014 wurden 47 Pterosaurierfossilien gefunden, und nach jahrelanger Forschung durch die Staatliche Universität von Maringá (UEM) und die Universität von São Paulo (USP) wurde im Juni 2019 die Entdeckung eines neuen Dinosaurier-Exemplars, Vespersaurus paranaensis, bekannt gegeben, das vor 90 Millionen Jahren in der Region lebte.
Im Juli 2019, einen Monat nach Bekanntgabe der Entdeckung, eröffnete die Stadt ihr paläontologisches Museum.

## Persönlichkeiten
- Vanderlei de Lima (* 1969), Langstrecken- und Marathonläufer